# 파니 (유튜버)
파니(본명: 오희나, 1986년 1월 3일~)은 대한민국의 트랜스젠더 여성 유튜브이다.

## 개요
- 오픈리 트랜스여성 유튜버.
- 유튜브 채널은 2015년 1월 1일 개설되었고 라이브 스트리밍 방송 시간은 랜덤이다.
- 2025년 4월 7일 기준으로 구독자 수는 12.6만 명, 조회수는 51,464,447회에 달하는 유튜버이다.

## 생애
- 서울특별시 용산구 후암동에서 성장한 그녀는 중학생 때 자신이 동성애자라고 생각했다. 표정을 숨기지 못해 학교에 소문이 났다. 처음에는 여성스러운 성격을 가진 동성애자라고 생각하였으나 이후 자신이 동성애자가 아니라 트랜스젠더라는 것을 알았다. 성전환 수술이라는 건 먼 나라 이야기라고 생각하고 계속 성별 불쾌감을 가지며 살았다. 그러나 용산고등학교 1학년 때 하리수가 데뷔하면서 이걸 하는 사람이 있구나 하고 충격을 받았다고 한다. 고1 때 친한 친구들에게 자신은 나중에 여자가 되는 수술을 받을 거라고 커밍아웃했다.

## 학력
- 서울후암초등학교 (졸업)
- 용산중학교 (졸업)
- 용산고등학교 (졸업)
- 건국대학교 인터넷미디어공학과 (졸업)